# Thiaucourt-Regniéville
Thiaucourt-Regniéville – miejscowość i gmina we Francji, w regionie Grand Est, w departamencie Meurthe i Mozela.
Według danych na rok 1990 gminę zamieszkiwały 1054 osoby, a gęstość zaludnienia wynosiła 55 osób/km² (wśród 2335 gmin Lotaryngii Thiaucourt-Regniéville plasuje się na 354. miejscu pod względem liczby ludności, natomiast pod względem powierzchni na miejscu 199.).